# Alexander Dallas Bache
Alexander Dallas Bache (Filadélfia, 19 de julho de 1806 — Newport, 17 de fevereiro de 1867) foi um físico e topógrafo estadunidense.
Erigiu fortificações costeiras e realizou um mapeamento minucioso do litoral dos Estados Unidos.
Foi presidente da Associação Americana para o Avanço da Ciência, em 1850.